# Mattiyas Demircan
Mattiyas Demircan (Lugano, 27 luglio 1989) è un calciatore e giocatore di calcio a 5 svizzero di ruolo centrocampista.

## Carriera

### Calcio

#### Club
Cresce nelle giovanili del Lugano fino ad arrivare in prima squadra debuttando il 25 luglio 2009 in Challenge League contro il Losanna. Nell'estate del 2011 si trasferisce al Giovani Calciatori Biaschesi, in Prima Lega svizzera.
Ha giocato anche nel AS Breganzona riuscendo nella
promozione dalla 4ª alla 3ª lega ticinese.

#### Nazionale
Di origini aramaiche, è nel giro della Nazionale dall'età di 16 anni, prima degli infortuni che lo tengono lontano dai campi per circa due anni.

### Calcio a 5
È inoltre giocatore di calcio a 5; nel 2010 viene creata la Lugano Pro Futsal, squadra che milita nella massima serie svizzera, nella quale gioca. Ha fatto parte della Nazionale elvetica nel 2010 e partecipato alle qualificazioni all'Euro 2012 debuttando contro la Moldavia. In questa partita mette a referto 2 goal, il primo in particolare, un capolavoro in mezza rovesciata. Nella terza partita affronta la Turchia e gli viene assegnato il premio di miglior giocatore della partita e inoltre porta la Svizzera a vincere il suo primo match ufficiale nella storia del calcio a 5.